# Rhinolophus capensis
Rhinolophus capensis е вид бозайник от семейство Подковоносови (Rhinolophidae).

## Разпространение
Видът е ендемичен за Южна Африка (Западен Кейп, Източен Кейп и Северен Кейп).